# Eamon Martin

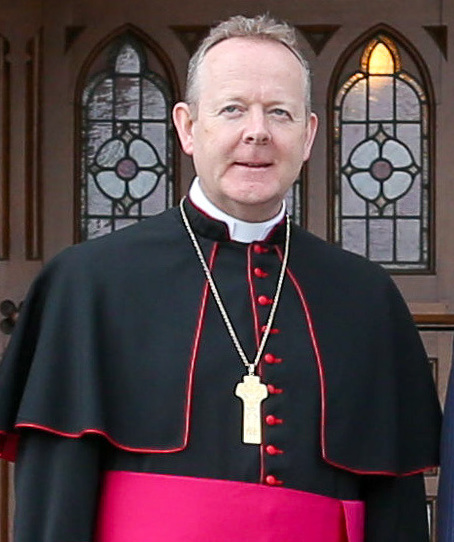
Eamon Martin

Erzbischofswappen von Eamon Martin

Eamon Martin (* 30. Oktober 1961 in Derry) ist Erzbischof von Armagh und Primas von ganz Irland.

## Leben
Eamon Martin studierte am Priesterseminar in Derry und St. Patrick’s College in Maynooth. Er empfing am 28. Juni 1987 das Sakrament der Priesterweihe. Er war von 1987 bis 1989 Kurat an der St. Eugen-Kathedrale in Derry. Von 1990 bis 1998 war er Lehrer in Derry. Nach einem Aufbaustudium an der Queen’s University Belfast absolvierte er 1998/99 ein Masterstudium an der University of Cambridge. Von 1999 bis 2008 war er Dekan, ab 2010 Generalsekretär der Irischen Bischofskonferenz. Zudem war er 2010/11 Generalvikar im Bistum Derry. Nach Emeritierung von Séamus Hegarty 2011 wurde er zum Administrator der Diözese bestellt. 2011 wurde er von Papst Benedikt XVI. zum Päpstlichen Ehrenkaplan (Monsignore) ernannt. 
Am 18. Januar 2013 ernannte ihn Papst Benedikt XVI. zum Koadjutorerzbischof von Armagh. Der Erzbischof von Armagh, Seán Baptist Kardinal Brady, spendete ihm am 21. April desselben Jahres die Bischofsweihe; Mitkonsekratoren waren Charles John Brown, Apostolischer Nuntius in Irland, und Gerard Clifford, emeritierter Weihbischof in Armagh.
Am 8. September 2014 nahm Papst Franziskus das Rücktrittsgesuch seines Amtsvorgängers an und Martin wurde dadurch Erzbischof.